# Lille Jonna
Lille Jonna er en socialrealistisk roman skrevet af Kirsten Thorup og udgivet  i 1977. Fortælleren er en velbegavet lille pige, Jonna,  og hendes opvækst i et landsbymiljø på Fyn i 1950'erne.

## Eksterne kilder og henvisninger
- Om romanen  på litteratursiden.dk